# 乔治·桑德斯 (演员)
乔治·亨利·桑德斯（英語：George Henry Sanders，1906年7月3日—1972年4月25日），是一名英国演员，其表演生涯超过40年。他浓重的上流社会的英国口音和流畅的低音，常常使他被选为高雅但反派的角色。桑德斯出演的作品包括电影《蝴蝶梦》、《彗星美人》（凭借该片获奥斯卡最佳男配角奖），以及电视剧《蝙蝠俠》。